# Chiridiella abyssalis
Chiridiella abyssalis är en kräftdjursart som beskrevs av Brodsky 1950. Chiridiella abyssalis ingår i släktet Chiridiella och familjen Aetideidae. Inga underarter finns listade i Catalogue of Life.